# Herbert Pitman

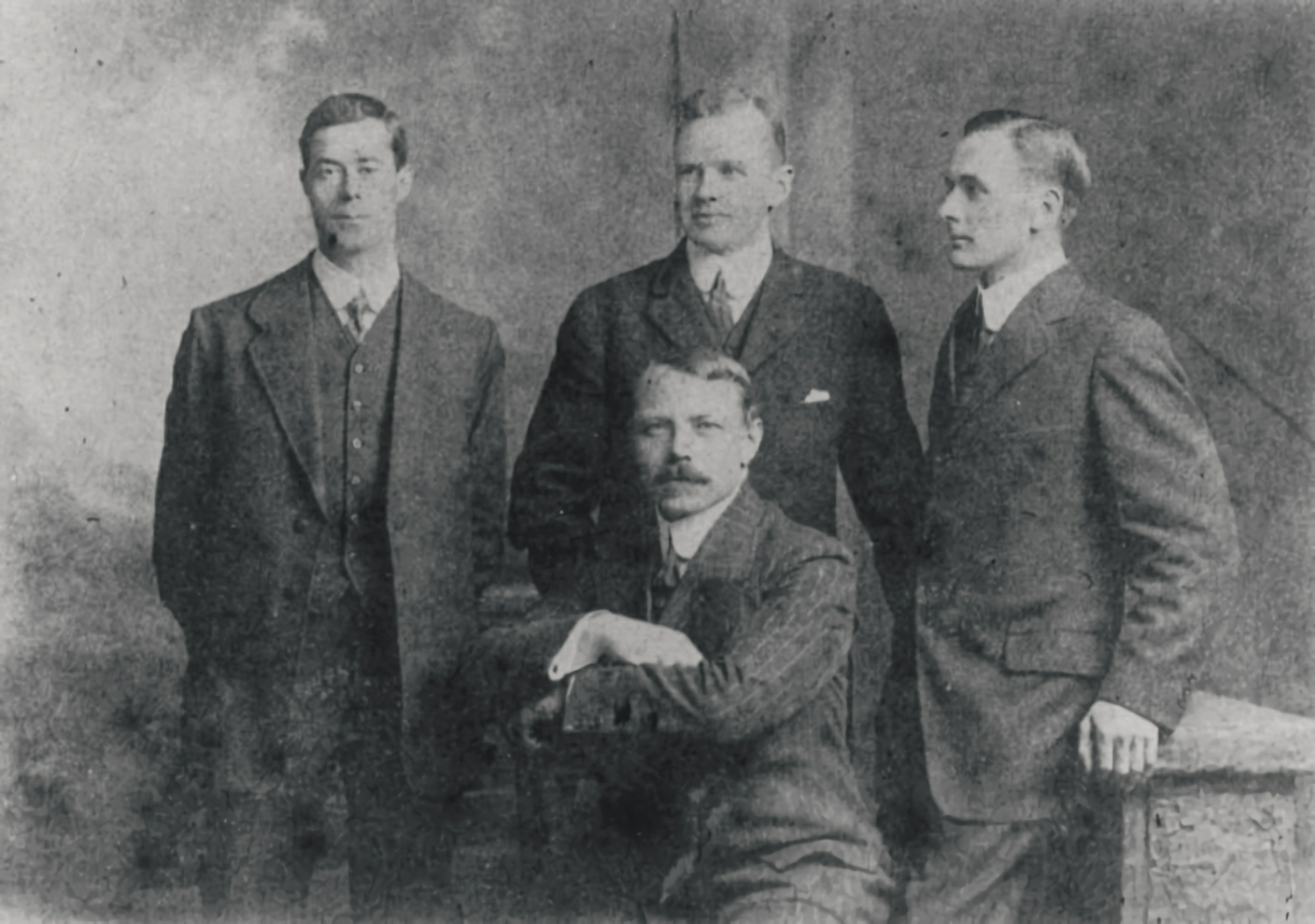
Die überlebenden Offiziere der Titanic, von links nach rechts: Harold Lowe, Charles Lightoller, Joseph Boxhall. Vorn sitzend: Herbert Pitman.

Herbert John „Bert“ Pitman (* 20. November 1877 in Sutton Montis, Somerset, England; † 7. Dezember 1961 in Pitcombe, Somerset, England) war ein britischer Schiffsoffizier und der Dritte Offizier der Titanic. Von den Offizieren, die den Untergang überlebten, hatte er den zweithöchsten Rang.

## Werdegang
Pitman wurde im Dorf Sutton Montis, nahe Castle Cary, geboren. Er war das dritte Kind von Henry Pitman und dessen Frau, Sahra Marchet Pitman. Nach Henrys Tod 1880 heiratete Sahra Charles Candy.
Pitman ging im Jahre 1895, im Alter von 18 Jahren, zur Handelsmarine. 1906 wechselte er zur White Star Line. Dort diente er auf der Majestic und auf der Oceanic, bevor er auf die Titanic kam.

## Titanic

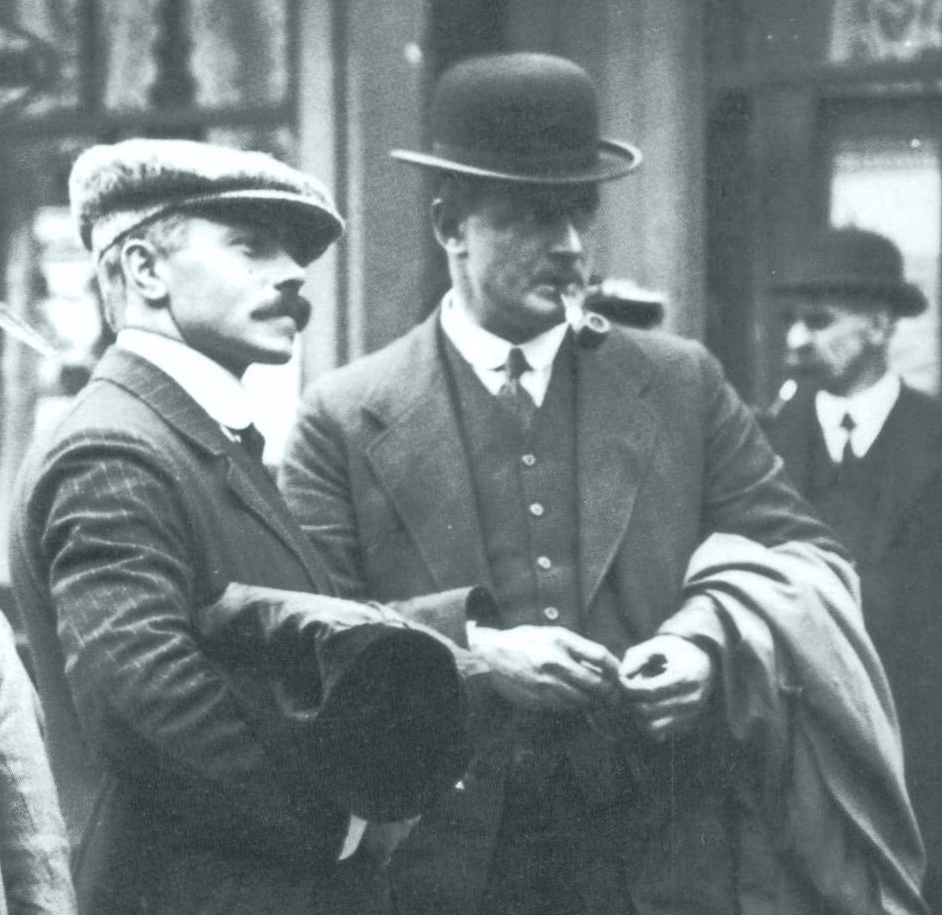
Pitman (links) mit dem Zweiten Offizier Charles Lightoller.

Als die Titanic am 14. April 1912 um 23:40 Uhr mit einem Eisberg kollidierte, hatte Pitman dienstfrei und wurde vom Vierten Offizier Joseph Boxhall in seiner Kabine über das Unglück informiert. Danach half er die Rettungsboote klarzumachen. Er befehligte zusammen mit dem Ersten Offizier William M. Murdoch die Evakuierung auf der Steuerbordseite, als er etwa um 0:50 Uhr von Murdoch den Befehl bekam, Rettungsboot Nr. 5 zu befüllen und selbst zu besetzen. In dem um 0:55 Uhr vom Fünften Offizier Harold Lowe abgefierten Boot waren nur 45 Personen, 65 hätten darin Platz gehabt.
Als die Titanic unterging, schaute Pitman auf seine Uhr und verkündete mit 2:20 Uhr die genaue Uhrzeit. Sein Vorhaben, zur Untergangsstelle zurückzukehren, um nach möglichen Überlebenden zu suchen, erfuhr heftigen Widerspruch seitens der Passagiere, die ein Kentern des Bootes befürchteten. Das Rettungsboot wurde schließlich, wie die anderen auch, am Morgen von der Carpathia aufgenommen.

## Weiteres Leben und Tod
Nachdem er bei den nachfolgenden Untersuchungen zum Untergang vernommen worden war, fuhr Pitman weiter zur See, unter anderem als Offizier auf der Olympic, einem der beiden Schwesterschiffe der Titanic. 1922 heiratete er Mildred Kalman aus Neuseeland. Da mit der Zeit sein Augenlicht nachließ, wechselte er später für viele Jahre auf die Position des Pursers, der sich in führender Position unter anderem um den Proviant kümmert. In dieser Funktion diente er auch auf der Mataroa im Zweiten Weltkrieg.
1946 setzte er sich schließlich zur Ruhe und erhielt die Auszeichnung Member of the British Empire für „langen und verdienstvollen Einsatz auf See und in gefährlichen Gewässern während des Kriegs“.
1961 verstarb Herbert Pitman im Alter von 84 Jahren an den Folgen eines Schlaganfalls.

## Medien
In der Titanic-Verfilmung von 1997 wurde Pitman von Kevin de la Noy gespielt, die Rolle ist allerdings sehr klein.